# Curio
Curio är en ort och kommun  i distriktet Lugano i kantonen Ticino, Schweiz. Kommunen har 594 invånare (2023).